# Poisson-pierre
Synanceia verrucosa · Synancée
Espèce
Le Poisson-pierre ou Synancée (Synanceia verrucosa) est une espèce de poissons de la famille des Scorpaenidae, réputé pour être le plus venimeux au monde. Sa redoutable piqûre peut dans certains cas être mortelle pour l'Homme.

## Description
Le poisson-pierre adulte mesure entre trente et quarante centimètres. Son corps globuleux est plus ou moins informe, flasque, boursouflé et couvert d'excroissances cutanées verruqueuses. Il est d'une couleur blanche à violette (mais le plus souvent brunâtre, jaunâtre ou rosâtre) qui est difficilement définissable parce qu'il présente un mimétisme homotypique, faculté de se confondre avec son environnement. Irrégulière, sa peau dépourvue d'écailles sécrète en effet un mucus capable de retenir les débris coralliens et les algues emportés par le courant : ce camouflage le rend généralement presque parfaitement indétectable au milieu des roches couvertes d'algues. Ses nageoires pectorales, en position très basse, sont très développées et arrondies, d'un diamètre presque égal à celui du corps, et renforcées par de grands rayons robustes et pointus. Sa tête énorme se termine par une bouche bien camouflée et s'ouvrant vers le haut. Les yeux sont en position dorsale, séparés par un creux.
Le poisson-pierre est doté au sommet de son corps de 13 courtes épines dorsales reliées à des glandes à venin, qu'il peut dresser très rapidement pour piquer un éventuel agresseur et injecter ses toxines extrêmement puissantes.
Il peut aisément être confondu avec d'autres poissons de sa famille comme le « faux-poisson pierre » (Scorpaenopsis diabolus), mais aussi les Poissons-scorpions (comme les Scorpaenopsis et Pterois), ou certaines rascasses. Ceux-ci sont également venimeux, mais légèrement moins dangereux que le vrai poisson-pierre.

## Galerie

Photographies de Poissons-pierre
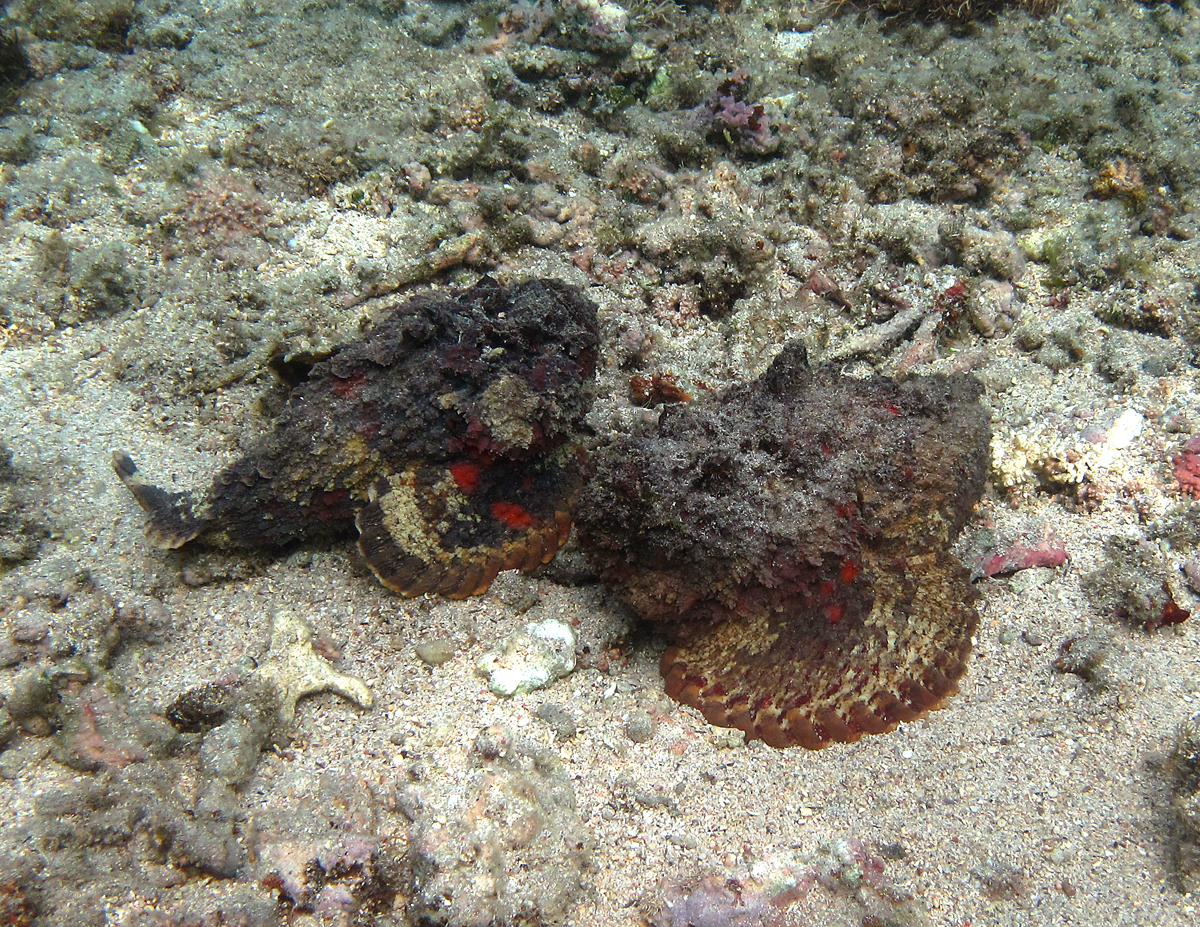
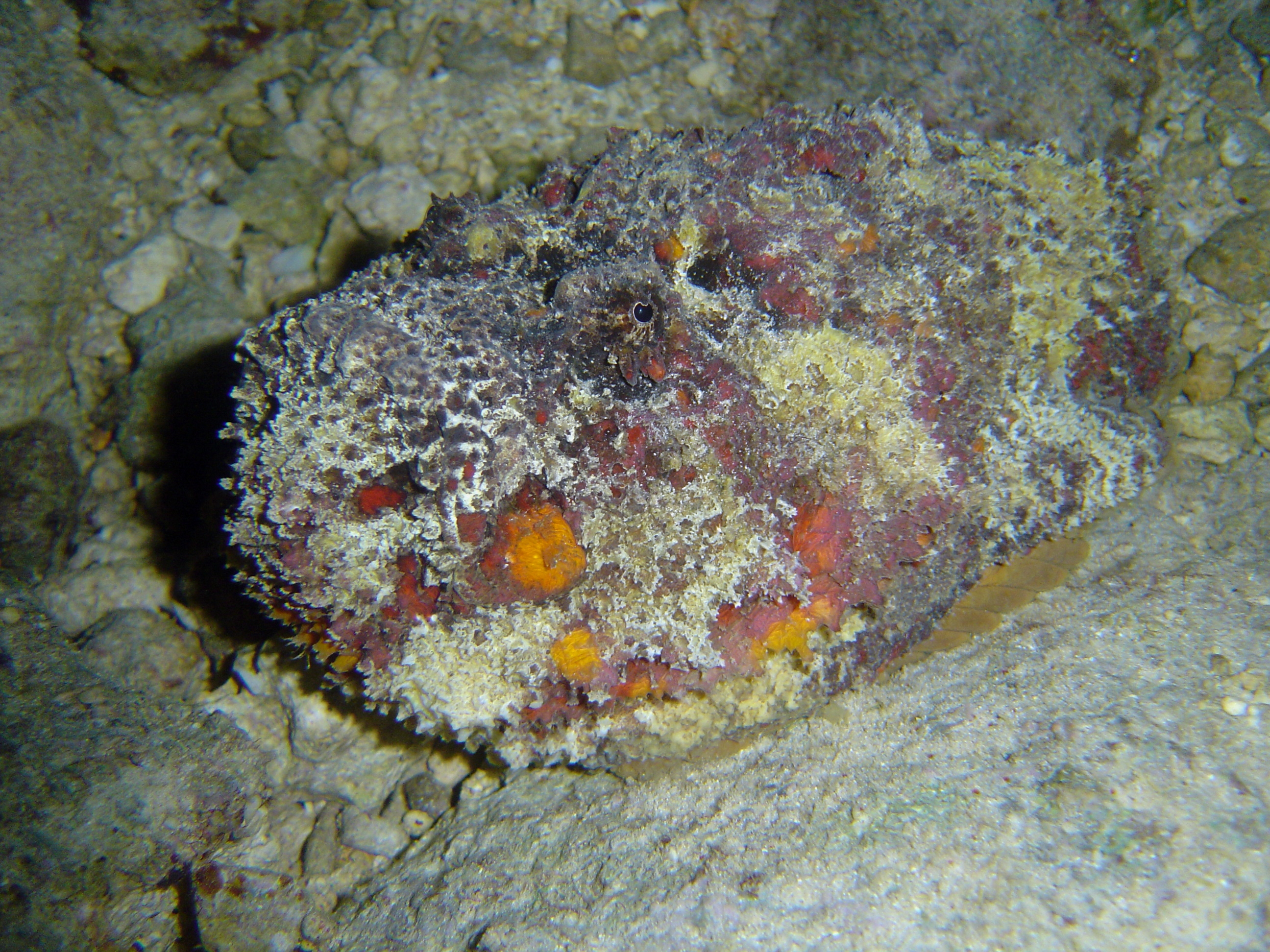
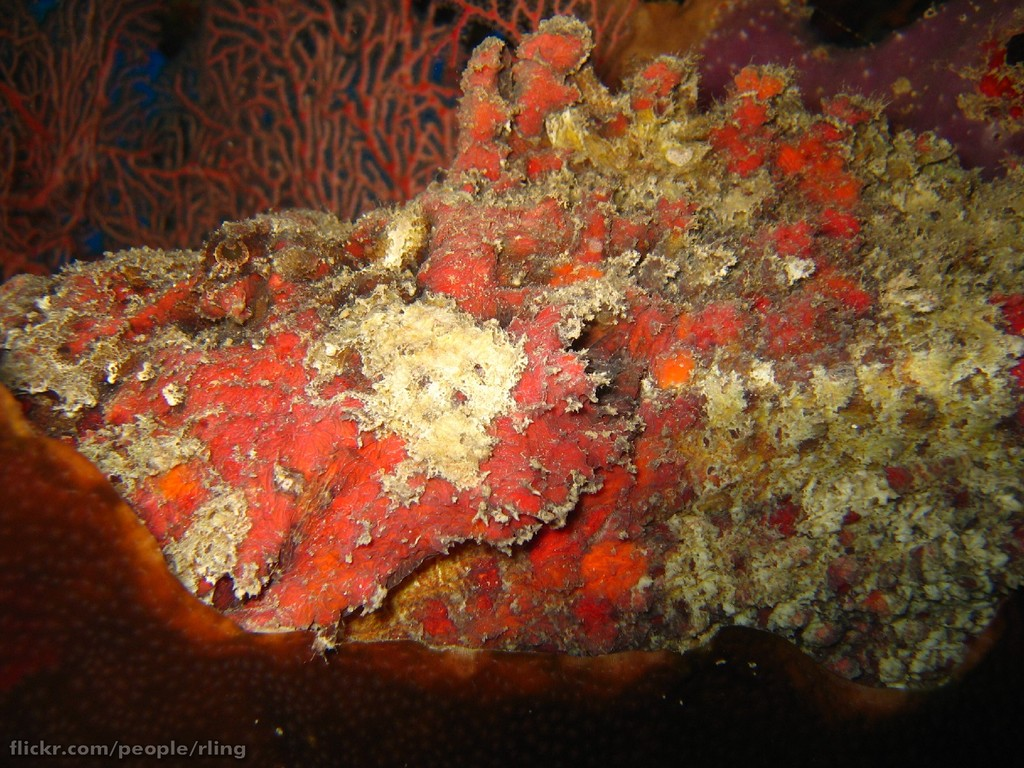
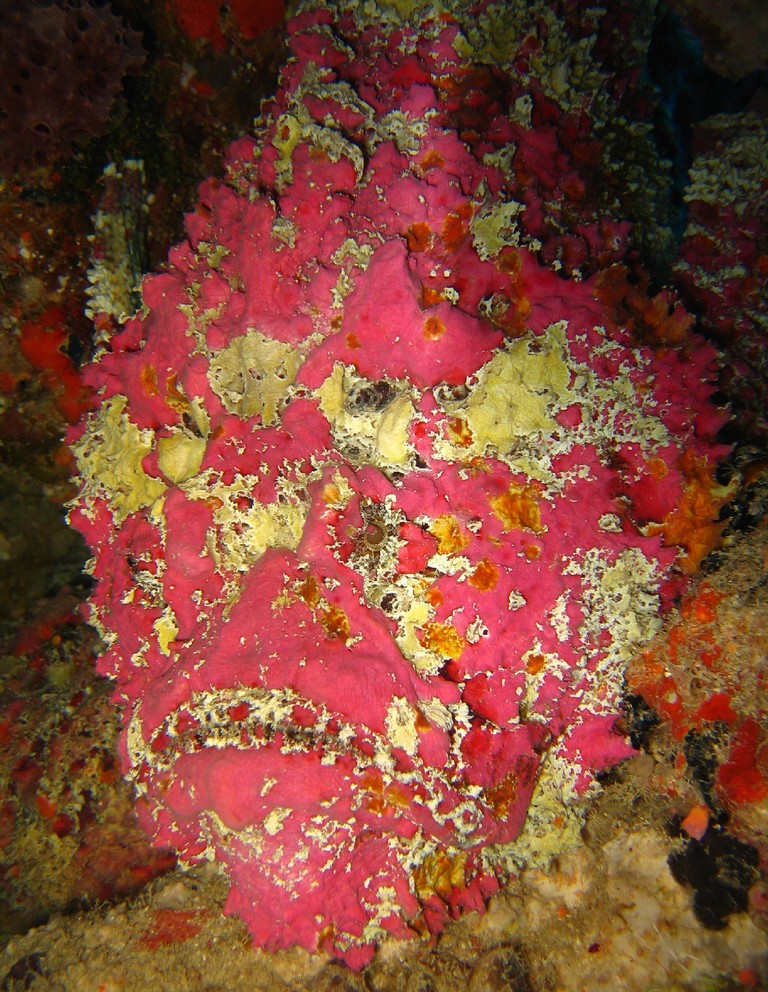
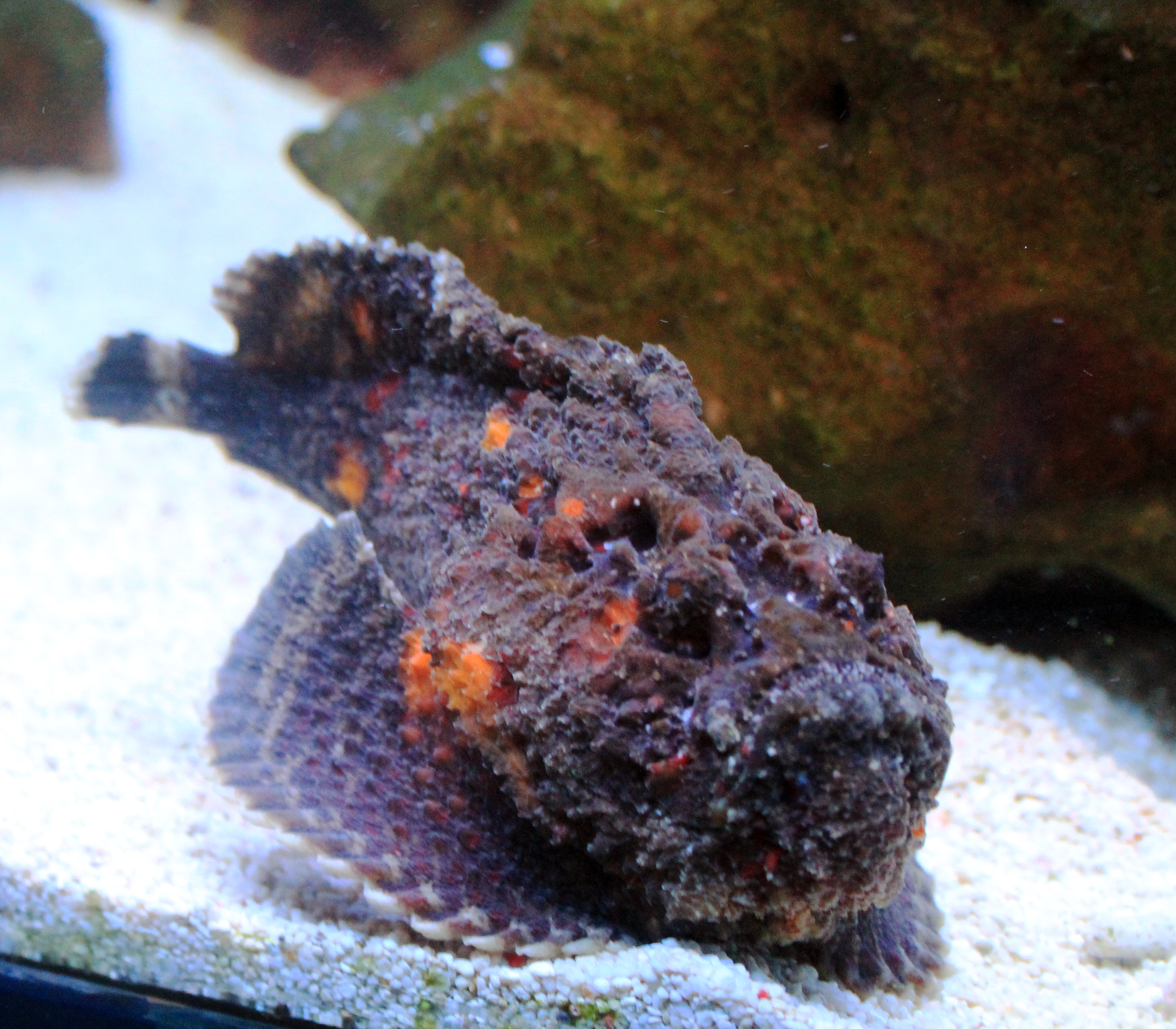
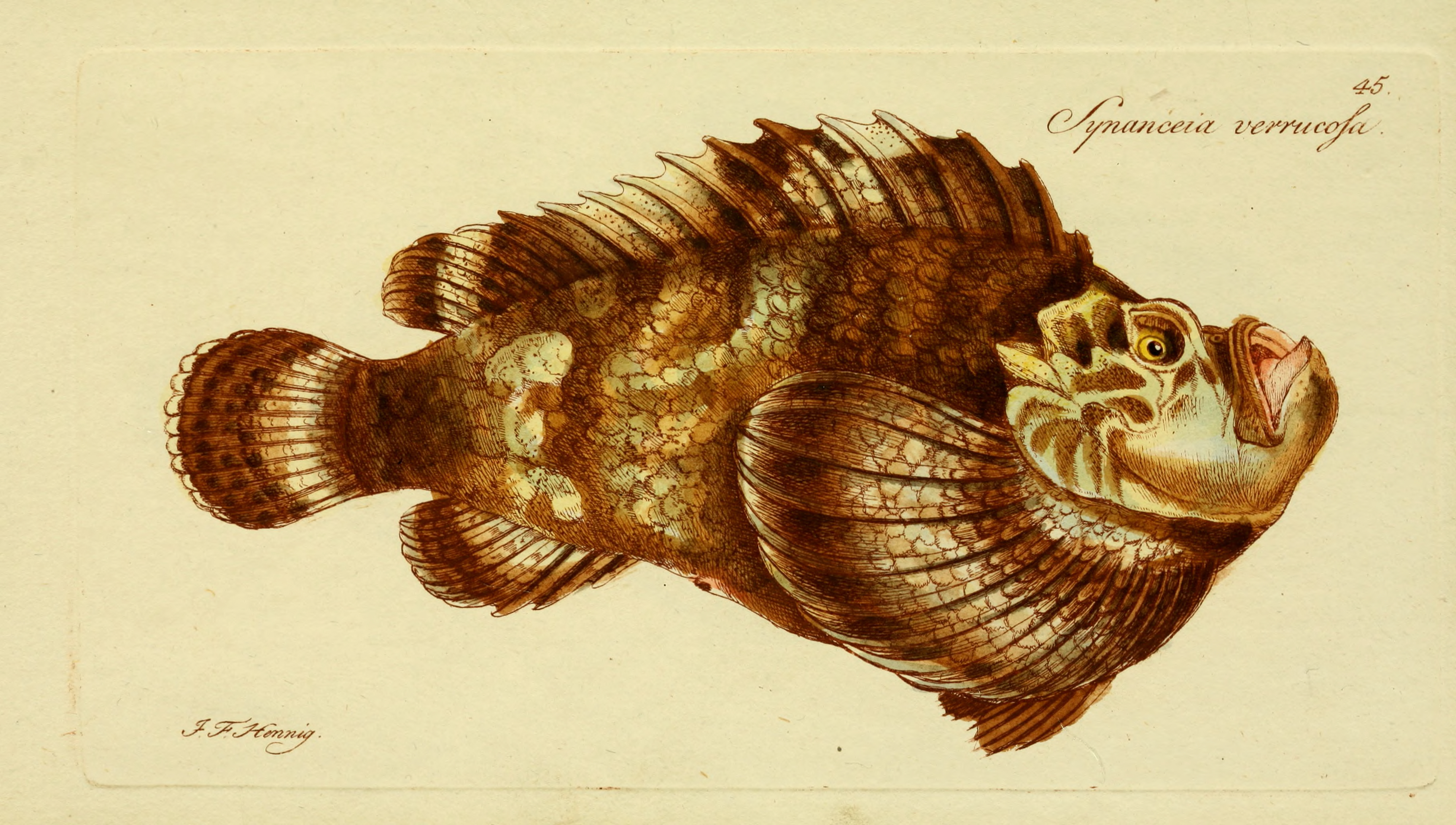

## Répartition
Le poisson-pierre peuple la Mer Rouge et l'Indo-Pacifique : il est commun à La Réunion, à l'île Maurice ou en Australie occidentale, il se rencontre également en Mélanésie, en Nouvelle-Calédonie et sûrement dans d'autres régions du monde mais semble peu connu à Madagascar, Mayotte ou en Polynésie, quoique présent.

## Habitat

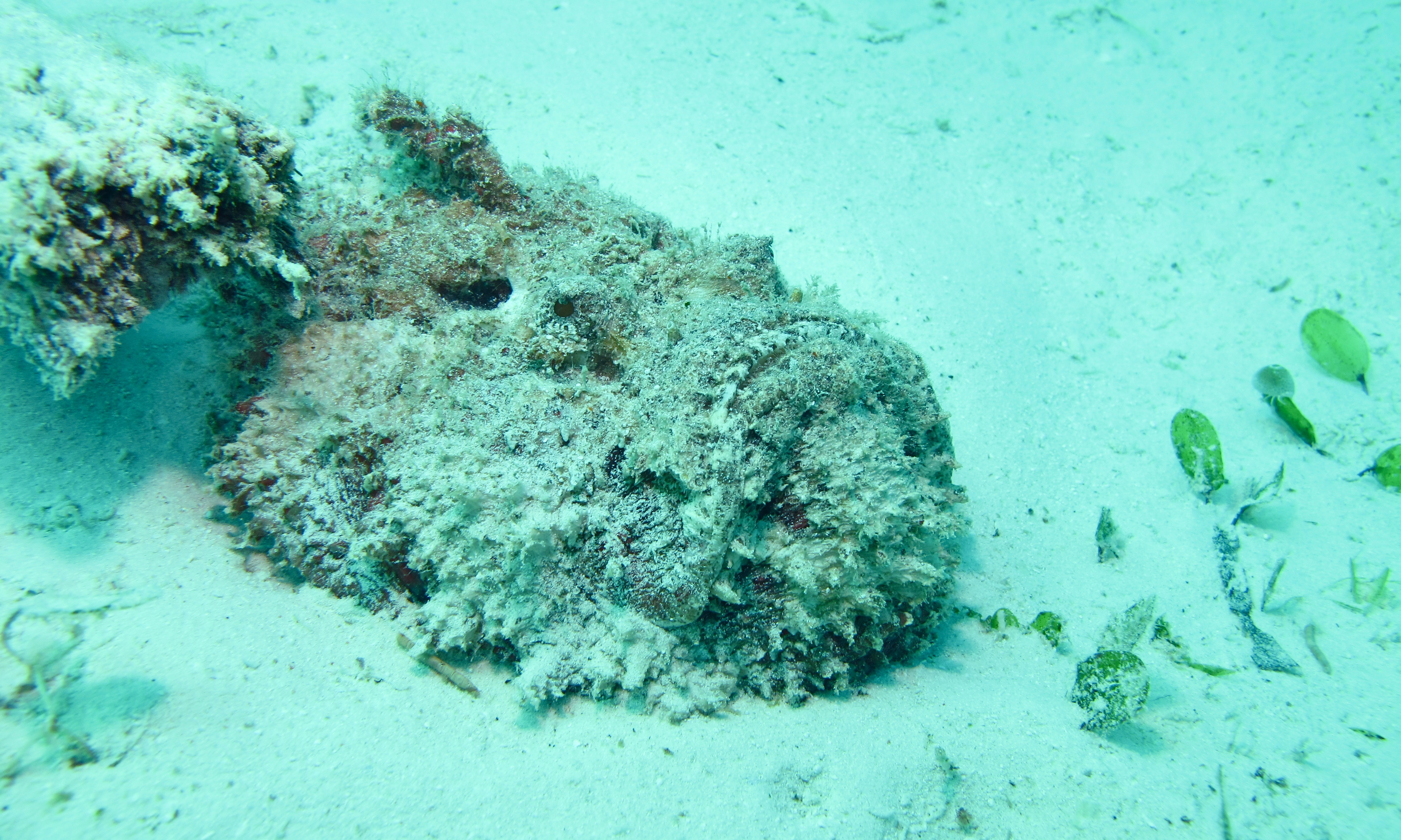
Le poisson-pierre est également capable de s'ensabler, de manière parfois presque indétectable.

Le poisson-pierre est un poisson côtier benthique, qui vit généralement posé sur le fond à faible profondeur (de la surface à 50 m de profondeur), confondu parmi les roches. Il se rencontre de jour dans les zones rocheuses et les épaves, où il vit généralement caché dans des anfractuosités. On peut également le trouver dans des zones sableuses : il s'enterre alors dans le sable.

## Comportement
Il se nourrit la nuit de petits poissons et de crevettes qu'il aspire avec sa gueule dans un mouvement réputé être un des plus rapides du monde animal.
Il compte parmi ses prédateurs les poulpes et parfois certaines grosses murènes.

## Dangerosité
Ses  13 épines dorsales reliées à une glande à venin et le camouflage qu'il pratique rendent le poisson-pierre extrêmement dangereux pour l'homme, spécifiquement pour des baigneurs qui marcheraient sur lui dans le lagon.
C'est le poisson le plus venimeux au monde, et ses épines sont si fortes et pointues qu'elles peuvent même percer une semelle de chaussure. La piqûre provoque un gonflement qui peut être important et parfois accompagnée d'une coloration noirâtre ou bleuâtre et de brûlures localisées. La douleur intense qu'elle suscite remonte dans tout le membre touché, pouvant entraîner une perte de conscience et dans certains cas la mort par arrêt cardiaque ou noyade. Son venin est un puissant neurotoxique qui paralyse les muscles et attaque le système nerveux.
Pour gérer la blessure, on ne fait pas d'incision. Une succion énergique apporte des sucs digestifs sur la blessure, ce qui peut inactiver une partie du venin délivré par le poisson. Le venin reste ensuite au moins un mois dans le corps, ce qui laisse une gêne plus ou moins forte.

Les bandages et garrots serrés sont déconseillés. Un sérum spécifique aux piqûres de synancée  est fabriqué en Australie, mais n'est pas disponible à la Réunion ni en France métropolitaine.

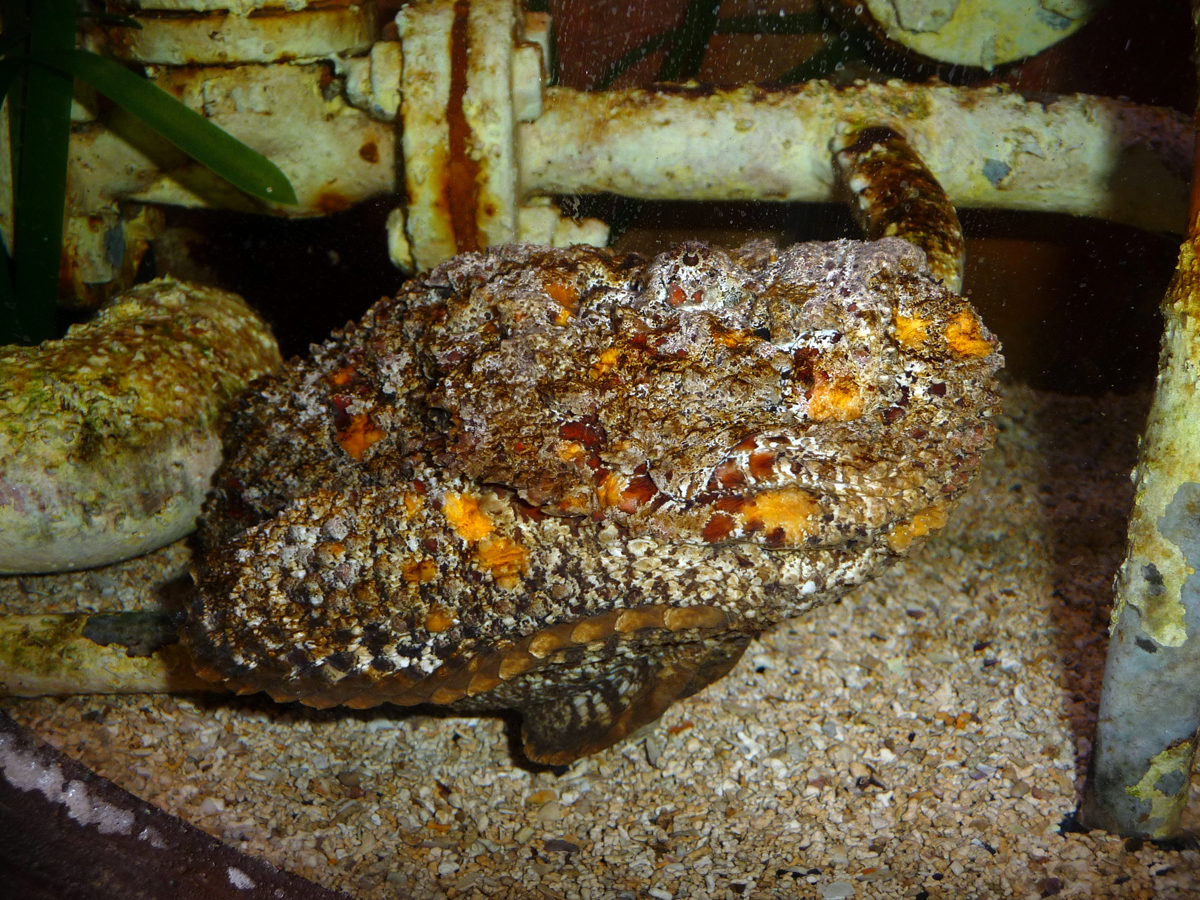
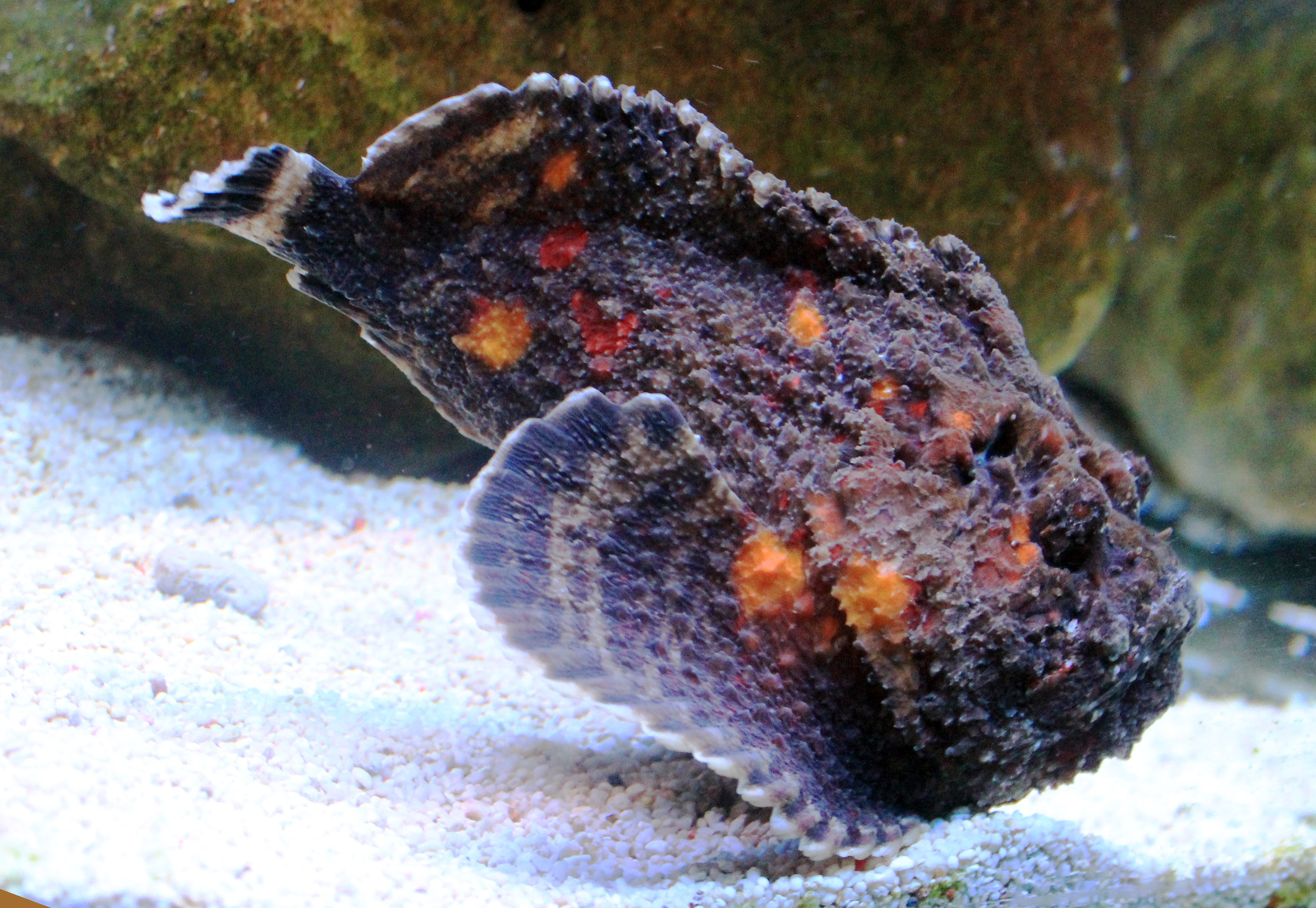

## Dans la littérature
- Une tentative d'assassinat par le biais d'un poisson-pierre est évoquée dans Escale à Pago-Pago, 16e roman de la série SAS, par Gérard de Villiers.
- Une piqûre de poisson-pierre dont est victime Roberto, le héros de L’île du jour d’avant, d'Umberto Eco.
- Une apparition et mise en garde contre sa dangerosité dans la scène de plongée père fils, au début du tome 3 de la BD de Conrad, Donito, Le Grand Secret.